# Peristylus neotineoides
Peristylus neotineoides là một loài thực vật có hoa trong họ Lan. Loài này được (Ames & Schltr.) K.Y.Lang mô tả khoa học đầu tiên năm 1987.